# Sturtite
La sturtite è un minerale descritto per la prima volta in base ad un ritrovamento avvenuto a Broken Hill nel Nuovo Galles del Sud in Australia, in seguito si è scoperto essere hisingerite o neotocite pertanto è stata disconosciuta come specie dall'IMA nel 2006.